# Saint-Sauveur-de-Carrouges
Saint-Sauveur-de-Carrouges ist eine französische Gemeinde mit 239 Einwohnern (Stand 1. Januar 2022) im Département Orne in der Region Normandie (vor 2016 Basse-Normandie). Sie gehört zum Arrondissement Alençon und zum Kanton Magny-le-Désert (bis 2015 Carrouges). 

## Geographie
Saint-Sauveur-de-Carrouges liegt etwa 25 Kilometer nordwestlich von Alençon im Regionalen Naturpark Normandie-Maine. Saint-Sauveur-de-Carrouges wird umgeben von den Nachbargemeinden Le Ménil-Scelleur im Norden, Boucé im Norden und Nordosten, La Lande-de-Goult im Osten, Chahains im Süden, Carrouges im Südwesten sowie Sainte-Marguerite-de-Carrouges im Nordwesten.

## Bevölkerungsentwicklung
| Jahr                      | 1962 | 1968 | 1975 | 1982 | 1990 | 1999 | 2006 | 2011 | 2016 | 2020 |
| Einwohner                 | 366  | 306  | 290  | 251  | 222  | 236  | 256  | 261  | 245  | 244  |
| Quelle: Cassini und INSEE |      |      |      |      |      |      |      |      |      |      |

## Sehenswürdigkeiten

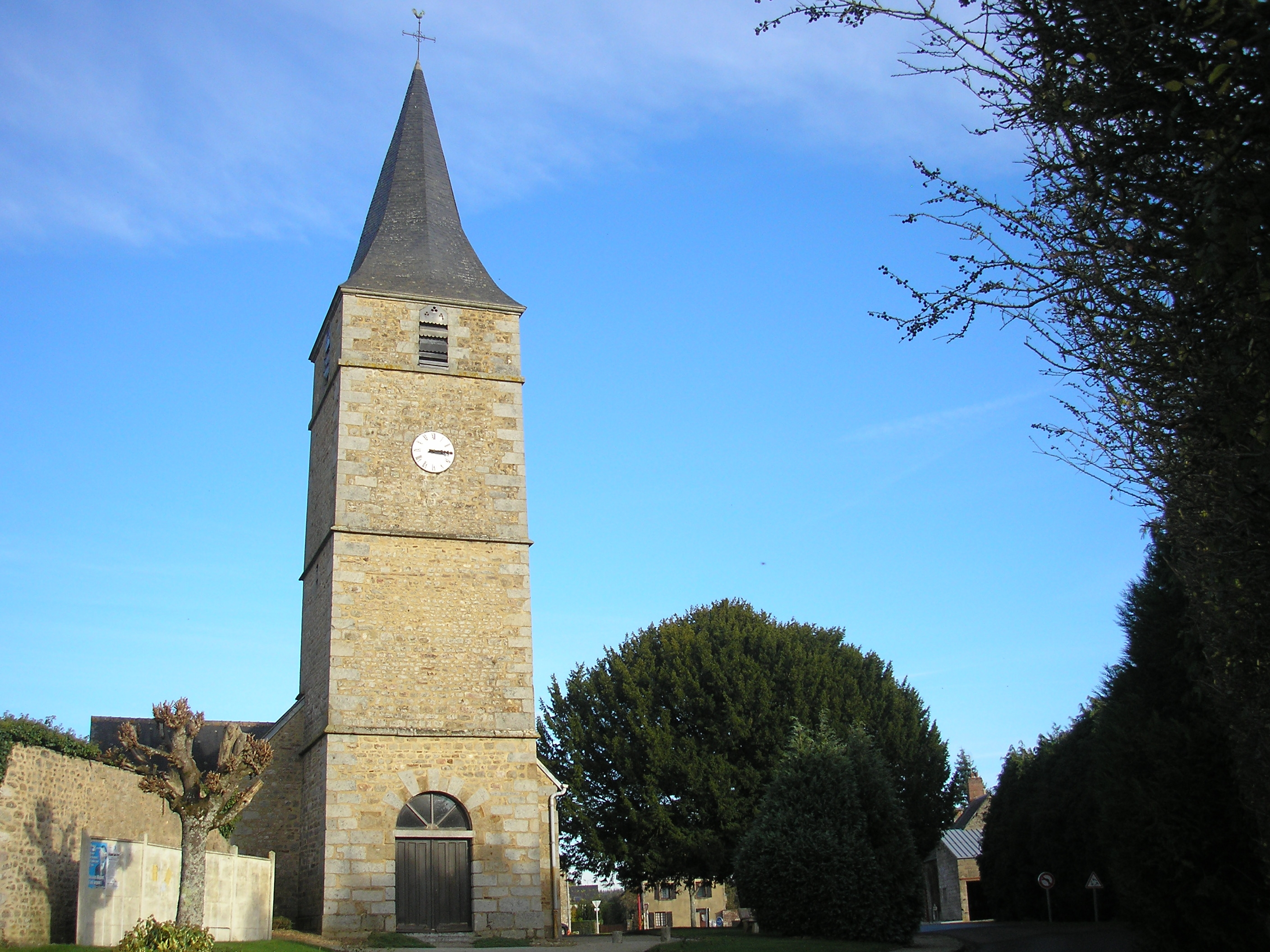
Kirche Saint-Sauveur

- Kirche Saint-Sauveur